# PWI Most Inspirational Wrestler of the Year
El PWI Most Inspirational Wrestler of the Year Award o PWI Premio al luchador más inspirador, es un reconocimiento entregado por la revista de lucha libre profesional Pro Wrestling Illustrated, el cual se le otorga al luchador profesional más inspirador, según los lectores de la revista.

## Ganadores
| Año: | Ganador:            | Segundo lugar:   | Tercer lugar:       | Cuarto lugar:            |
| ---- | ------------------- | ---------------- | ------------------- | ------------------------ |
| 1972 | Lord Alfred Hayes   |                  |                     |                          |
| 1973 | Johnny Valentine    |                  |                     |                          |
| 1974 | Dick Murdoch        |                  |                     |                          |
| 1975 | Mike McCord         |                  |                     |                          |
| 1976 | Bruno Sammartino    | Wahoo McDaniel   | Bob Roop            | Bob Armstrong            |
| 1977 | Bob Backlund        | Don Muraco       | Bruno Sammartino    | Terry Funk               |
| 1978 | Blackjack Mulligan  | Bruno Sammartino | Mr. Wrestling II    | Jim Brunzell             |
| 1979 | Chief Jay Strongbow | Ric Flair        | Mr. Wrestling II    | Dusty Rhodes             |
| 1980 | The Junkyard Dog    | Ricky Steamboat  | Verne Gagne         | Mr. Florida (Paul Jones) |
| 1981 | Bob Backlund        | Ted DiBiase      | Tito Santana        | Mr. Wrestling II         |
| 1982 | Roddy Piper         | Jimmy Snuka      | Mil Máscaras        | Jimmy Valiant            |
| 1983 | Hulk Hogan          | Roddy Piper      | Buzz Sawyer         | Buddy Rose               |
| 1984 | Sgt. Slaughter      | Kerry Von Erich  | Kevin Von Erich     | Bob Backlund             |
| 1985 | Mike Von Erich      | Paul Orndorff    | Jim Duggan          | Kevin Von Erich          |
| 1986 | Chris Adams         | Magnum T.A.      | Kerry Von Erich     | Steve Williams           |
| 1987 | Nikita Koloff       | Dynamite Kid     | Chris Adams         | "Superstar" Billy Graham |
| 1988 | Jerry Lawler        | Kerry Von Erich  | Road Warrior Animal | Jake Roberts             |
| 1989 | Eric Embry          | Nikita Koloff    | Billy Jack Haynes   | Ric Flair                |
| 1990 | Sting               | Hulk Hogan       | Jerry Lawler        | Nikolai Volkoff          |
| 1991 | The Patriot         | Jerry Lawler     | Sid Justice         | Bill Dundee              |
| 1992 | Ron Simmons         | The Undertaker   | Ricky Steamboat     | Eric Embry               |
| 1993 | Cactus Jack         | Lex Luger        | The 1-2-3 Kid       | Brutus Beefcake          |
| 1994 | Bret Hart           | Terry Funk       | The Guardian Angel  | Dave Sullivan            |
| 1995 | Barry Horowitz      | Sabu             | Antonio Inoki       | Dan Severn               |
| 1996 | Jake Roberts        | Jushin Liger     | Ahmed Johnson       | Rey Mysterio             |
| 1997 | Terry Funk          | Steve Austin     | Perry Saturn        | Roddy Piper              |
| 1998 | Goldberg            | Steve Austin     | Mankind             | Shane Douglas            |
| 1999 | Hulk Hogan          | Bret Hart        | X-Pac               | Jim Duggan               |
| 2000 | Booker T            | Mick Foley       | Crash Holly         | Chyna                    |
| 2001 | Kurt Angle          | Chris Jericho    | Shane McMahon       | Spike Dudley             |
| 2002 | Eddie Guerrero      | Hulk Hogan       | Shawn Michaels      | Chris Benoit             |
| 2003 | Zach Gowen          | Kurt Angle       | A.J. Styles         | Rey Mysterio             |
| 2004 | Eddie Guerrero      | Chris Benoit     | Eugene              | William Regal            |
| 2005 | Chris Candido       | Matt Hardy       | Steve Williams      | Rey Mysterio             |
| 2006 | Matt Cappotelli     | Rey Mysterio     | Hardcore Holly      | CM Punk                  |
| 2007 | Jeff Jarrett        | CM Punk          | John Cena           | Sting                    |
| 2008 | Ric Flair           | Jeff Hardy       | John Cena           | CM Punk                  |
| 2009 | Ricky Steamboat     | Tommy Dreamer    | Sting               | John Cena                |
| 2010 | Shawn Michaels      | Kurt Angle       | John Cena           | Rob Van Dam              |
| 2011 | Rosita              |                  |                     |                          |
| 2012 | Jerry Lawler        | Austin Aries     | Shawn Daivari       | John Cena                |